# الكنيسة اللاتفية الأرثوذكسية
الكنيسة اللاتفية الأرثوذكسية (باللاتفية: Latvijas Pareizticīgā Baznīca، بالروسية: Латвийская Православная Церковь) هي كنيسة أرثوذكسية شرقية تتمتع بالحكم الذاتي، أي مستقلة تحت سلطة بطريركية موسكو. يحمل رئيس الكنيسة لقب مطران ريغا وجميع لاتفيا (باللاتفية: Rīgas un visas Latvijas metropolīts، بالروسية: Митрополит Рижский и всея Латвии). شُغل هذا المنصب منذ 27 أكتوبر 1990، من قِبل المتروبوليت ألكسندرس كودرياشوفس.

## تاريخ
زُرعت الأرثوذكسية في لاتفيا في القرن الحادي عشر، عندما أصبحت حقلًا إرساليًا لأبرشية بولوتسك. ظلت البلاد في الغالب وثنية حتى تم غزوها في القرن الثالث عشر من قِبل النظام التوتوني الكاثوليكي. قبل ذلك، كان جزء من النبلاء اللاتغاليين البارزين (على سبيل المثال، فيزفاديز، فيتسيكيه) وجزءًا كبيرًا من شعب لاتغاليان بشكل عام، قد تحولوا طواعية إلى الأرثوذكسية. كانت هناك كنائس أرثوذكسية شرقية في جيرسيكا من دليل تاريخ ليفونيان. جاءت العديد من الكلمات المتعلقة بالكنيسة إلى لغات ما قبل اللاتفية في ذلك الوقت. استمر الوجود الأرثوذكسي بعد غزو النظام التوتوني رسميًا على الأقل، في شكل كنائس للتجار الروس وغيرهم، لكن هذه كانت مجتمعات صغيرة بين غالبية الكاثوليك قبل عام 1525 واللوثريين بعد ذلك. 
بعد أن ضُمت لاتفيا إلى الإمبراطورية الروسية في القرن الثامن عشر (معظم لاتفيا، نتيجة لحرب الشمال العظمى بموجب معاهدة نيستاد، منطقة لاتغال بعد التقسيم الأول لبولندا في عام 1772)، زاد الوجود الروسي والأرثوذكسي بشكل كبير، لكن الكنيسة الأرثوذكسية الشرقية ظلت غريبة عن اللاتفيين. يعود تاريخ الكنيسة الأرثوذكسية اللاتفية كجسم يضم اللاتفيين العرقيين وكذلك الروس إلى أربعينيات القرن التاسع عشر، عندما قدم اللاتفيون الأصليون (الذين كانوا في ذلك الوقت رعايا للإمبراطورية الروسية) التماسًا لنيكولاي الأول للسماح لهم بإجراء الخدمات بلغتهم الأم. تمتعت الكنيسة الأرثوذكسية ببعض النجاح في مهماتها بين اللاتفيين بسبب استخدامها للغة اللاتفية ومن خلال النداء الشخصي للأساقفة الأرثوذكس المحليين الذين سعوا لدعم السكان اللاتفيين الأصليين الذين قيد الألمان البلطيقيون حقوقهم. في ثمانينيات القرن التاسع عشر تم بناء كاتدرائية المهد الأرثوذكسية في ريغا. ومع ذلك، كان يُنظر إليها دائمًا بشكل مريب من قِبل النبلاء الجرمانيين اللوثريين في المنطقة؛ على العكس من ذلك، كانت الشخصية ذات الغالبية الألمانية للكنيسة اللوثرية في لاتفيا عاملاً في انتقال حوالي 40,000 لاتفيًا من اللوثرية إلى الكنيسة الأرثوذكسية. عندما تم إعلان الحرية الدينية في عام 1905، انتقل حوالي 12,000 لاتفي من الأرثوذكسية إلى اللوثرية. في معظم الحالات، يبدو أن هذا حدث بسبب الزواج المختلط وصعوبات الحفاظ على أسرة منقسمة دينياً. 

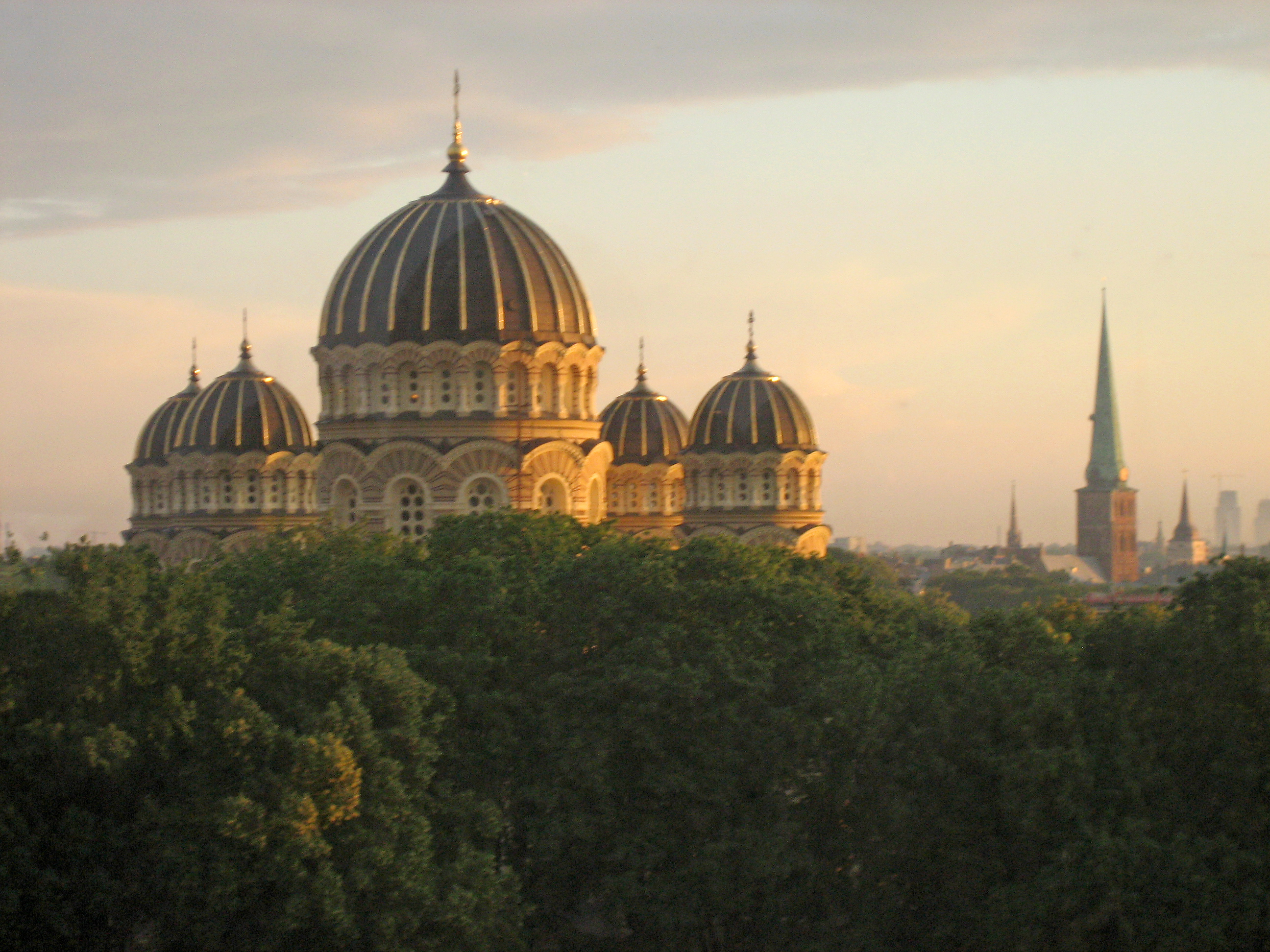
تُعتبر قباب كاتدرائية المهد من المعالم البارزة في مشهد مدينة ريغا.

خلال الحرب العالمية الأولى، تمت مصادرة ممتلكات الكنيسة الأرثوذكسية في لاتفيا من قِبل القوات الألمانية المحتلة، وفي السنوات الأولى لاستقلال لاتفيا، لم تكن الحكومة حريصة على الاعتراف بالكنيسة، يشتبه في أنها معقل للملكية الموالية لروسيا. 

### استقلال
في هذا الوضع الصعب، تم تعيين يانيس (يوحنا) بومرز، وهو مواطن من لاتفيا، رئيس أساقفة ريغا في عام 1921. 
في 6 يوليو 1921، منحت الكنيسة الروسية الأرثوذكسية الحكم الذاتي (حكم ذاتي محدود) للكنيسة الأرثوذكسية في لاتفيا، مما أدى إلى إنشاء الكنيسة اللاتفية الأرثوذكسية (المسماة «أبرشية ريغا وجميع لاتفيا»).
نجح بومرز في الحصول على اعتراف من الحكومة بحلول عام 1926، وفي مواجهة الكثير من معارضة اليساريين وغيرهم، في استقرار وضع الكنيسة. أثناء معارضة البلاشفة، حافظ على الكنيسة الأرثوذكسية اللاتفية داخل بطريركية موسكو. في عام 1934، اغتيل على يد عملاء سوفييت (يعتقد البعض أن هؤلاء كانوا عملاء للديكتاتور القومي اللاتفي، كارليس أولمانيس). 

### الانضمام إلى البطريركية المسكونية
بعد مقتل رئيس أساقفة الكنيسة يوحنا (بومرز) في 21 أكتوبر 1934 وبسبب الوضع السياسي في ذلك الوقت، طلبت الكنيسة الأرثوذكسية اللاتفية الخضوع لسلطة بطريركية القسطنطينية المسكونية. في فبراير 1936، قبلت البطريركية المسكونية طلب الكنيسة الأرثوذكسية اللاتفية: أصبحت الكنيسة اللاتفية الأرثوذكسية كنيسة مستقلة في ظل البطريركية المسكونية، ورفعت البطريركية المسكونية مركز الكنيسة من رتبة أبرشية إلى مرتبة متروبوليتانية؛ ثم سُميت اللجنة المنظمة المحلية «متروبوليتان ريغا وكل لاتفيا». السنوات الخمس اللاحقة كانت جيدة للكنيسة اللاتفية الأرثوذكسية، بقيادة المتروبوليتان أوغسطين (بيترسونز). ومع ذلك، لم يتم بناء أي كنائس خلال هذه السنوات. 

### فترة الاحتلال السوفيتي
انتهى الاستقلال الذاتي للكنيسة اللاتفية الأرثوذكسية فجأة من قِبل الاحتلال السوفيتي للاتفيا عام 1940، والذي تلاه الاحتلال النازي الألماني من عام 1941 إلى عام 1944، وضم سوفيتي ثانٍ استمر من عام 1944 إلى عام 1991. عانت الكنيسة من الاضطهاد خلال هذه الفترة، وكذلك الدين المنظم في جميع أنحاء الاتحاد السوفيتي، على الرغم من أن هذا تم تخفيفه جزئيًا من عام 1943 إلى عام 1948 (بسبب دعم الكنيسة خلال الحرب العالمية الثانية) وفي السنوات الأخيرة من الاتحاد السوفيتي تحت قيادة ميخائيل غورباتشوف. 
في 24 فبراير 1941، بعد الاحتلال السوفيتي لاتفيا، حولت الكنيسة الروسية الأرثوذكسية أراضي الكنيسة اللاتفية الأرثوذكسية إلى إكسرخسية تابعة للكنيسة الروسية الأرثوذكسية التي تضم أراضي إستونيا ولاتفيا. تم استدعاء متروبوليت ريغا وجميع لاتفيا أوغسطين، رئيس الكنيسة اللاتفية الأرثوذكسية، إلى موسكو حيث أُجبر، في 28 مارس 1941، على توقيع مرسوم يعترف بالوضع. في 31 مارس 1941، ألغت الكنيسة الروسية الأرثوذكسية رسميًا استقلالية الكنيسة اللاتفية الأرثوذكسية.

### فترة الاحتلال الألماني
أثناء احتلال ألمانيا للاتفيا، أعلن المتروبوليتان أوغسطين في 20 يوليو 1941 إعادة تأسيس الكنيسة اللاتفية الأرثوذكسية. ومع ذلك، فإن العديد من الأبرشيات لم تنضم إلى أوغسطين، وكان الألمان يدعمون الإكسرخسية الروسية.

### الاحتلال السوفيتي الثاني والنفي والتعطيل
في عام 1944، بعد إعادة الاحتلال السوفياتي للاتفيا، اضطر المتروبوليتان أوغسطين والعديد من أعضاء اللجنة المنظمة المحلية إلى الذهاب إلى المنفى في ألمانيا الغربية. هناك، تم إنشاء مجمع سينودس في المنفى. استمرت البطريركية المسكونية في الاعتراف بالكنيسة اللاتفية الأرثوذكسية، حتى بعد وفاة أوغسطين.
في أبريل 1978، نتيجة ضغوط الكنيسة الروسية الأرثوذكسية على بطريركية القسطنطينية المسكونية، أعلنت الأخيرة عدم فعالية الكنيسة اللاتفية الأرثوذكسية للبطريركية المسكونية.

### التسعينيات وما بعدها
عانت الكنيسة أيضًا من الاضطهاد في السنوات الأخيرة من الاتحاد السوفيتي تحت قيادة ميخائيل غورباتشوف. في ديسمبر 1992، أُعلنت الكنيسة اللاتفية الأرثوذكسية مرة أخرى مستقلة بذاتها، وحافظت على العلاقات الكنسية مع الكنيسة الروسية الأرثوذكسية. 
في عام 2001، أصدر مجلس الكنيسة اللاتفية الأرثوذكسية تطويبًا للأسقف يانيس تقديراً لاستشهاده في عام 1934. في عام 2006، تم إنشاء «وسام الشهيد يانيس» لمكافأة أولئك الذين خدموا الكنيسة الأرثوذكسية الشرقية وأهدافها.
في لاتفيا الحديثة، هناك 350,000 من أعضاء الكنيسة الأرثوذكسية. الخدمات موجودة في الكنيسة السلافية والأعضاء في الغالب من المتحدثين باللغة الروسية. تُشكل العرقية اللاتفية أقلية بين أعضاء الكنيسة. توجد أبرشيات تقدم خدمات باللغة اللاتفية في ريغا و‌آيناجي وكولكا وفكلايسيني وفي أماكن أخرى. 

## الجماعات المسيحية الأرثوذكسية الأخرى في لاتفيا
إلى جانب الكنيسة التابعة للبطريركية، يوجد في لاتفيا عدد من الطوائف المسيحية الأرثوذكسية القديمة المؤمنة. تُعتبر الكنيسة الكهنوتية في بيت الصلاة في غريبنشتشيكوف في ريغا، التابعة لكنيسة بوموريان الأرثوذكسية القديمة، أقدم جماعة مؤمنة قديمة موجودة في العالم. الكنيسة الأرثوذكسية اللاتفية المستقلة، وهي جزء من الكنيسة الأرثوذكسية الروسية المستقلة (الأرثوذكسية الحقيقية)، موجودة أيضًا في لاتفيا.